# Lisu
Els lisu (birmà လီဆူလူမျိုး; xinès simplificat i tradicional: 傈僳, pinyin: Lìsù; tailandès ลีสู่) són un poble tibetobirmà del sud-est asiàtic. Els lisu viuen a Sichuan i Yunnan (sud-oest de la Xina), als estats Kachin i Shan de Myanmar, a Tailàndia i a Arunachal Pradesh (a l'Índia). Parlen l'idioma lisu.
Prop de 730.000 lisus viuen a les prefectures de Lijiang, Baoshan, Nujiang, Diqing i Dehong a la província de Yunnan i a la província de Sichuan, a la Xina. Els lisus formen un dels 56 grups ètnics oficialment reconeguts per la Xina. A Birmània (Myanmar), els lisus són reconeguts com un dels 135 grups ètnics i constitueixen una població estimada de 600.000. A Myanmar els lisus habiten al nord: l'estat de Kachin (Putao, Myikyina, Danai, Waimaw, Bhamo), l'estat de Shan (Momeik), (Namhsan, Lashio, Hopang i Kokang) i el sud de l'estat de Shan (Namsang, Loilem, Mongton) i la divisió de Sagaing (Katha i Khamti), Mandalay Division (Mogok i Pyin Oo Lwin). A Tailàndia hi viuen aproximadament 55.000 lisus, on són una de les sis principals tribus de les muntanyes. Habiten principalment zones muntanyoses remotes.
La tribu Lisu està formada per més de 58 clans diferents. Cada clan familiar té el seu propi nom o cognom. Els clans familiars més coneguts entre els clans tribals són Laemae pha, Bya pha, Thorne pha, Ngwa Pha, Naw pha, Seu pha, Khaw pha. La majoria dels noms familiars provenien del seu treball com a caçadors en l'època primitiva. No obstant això, més tard, van adoptar noms familiars xinesos. La seva cultura comparteix trets amb la cultura Yi o Nuosu (Lolo).